# Marco Paixão
Marco Filipe Lopes Paixão (wym. [ˈmaɾku pajˈʃɐ̃w]; ur. 19 września 1984 w Sesimbrze) – portugalski piłkarz, występujący na pozycji napastnika, od 2024 w tureckim klubie Bandırmaspor. Król strzelców Ekstraklasy w sezonie 2016/2017.

## Kariera klubowa
Paixão urodził się w Sesimbrze. Swoją wczesną karierę spędził w zespołach niższych lig w Hiszpanii i Portugalii: Grupo Desportivo de Sesimbra, FC Porto B, Guijuelo, Logroñés oraz Cultural y Deportiva Leonesa.
6 sierpnia 2009 podpisał kontrakt z grającym w Scottish Premier League Hamilton Academical. W jego barwach zadebiutował 22 sierpnia 2009 roku w spotkaniu ligowym przeciwko Aberdeen. 14 kwietnia 2011 r. rozwiązał umowę z klubem, a później występował w irańskim Nafcie Teheran i cypryjskim Ethnikosie Achna.
22 czerwca 2013 roku podpisał 2-letni kontrakt ze Śląsk Wrocław.
W pierwszym meczu dla Śląska Wrocław 18 lipca 2013 roku strzelił 2 bramki i zanotował asystę przy trefieniu Waldemara Soboty w spotkaniu 2 rundy eliminacji Liga Europy UEFA 2013/2014 z Rudarem Pljevlja. 28 lutego 2014 został mianowany kapitanem Śląska Wrocław przez nowego trenera Tadeusza Pawłowskiego. W lipcu 2014 dostał kontuzji złamania kości strzałkowej na obozie w Żaganiu. Miał pauzować 3 miesiące. Do treningów wrócił 22 października. Swoją pierwszą bramkę dla Śląska po kontuzji zdobył w meczu z PGE GKS Bełchatów (2:1). Śląsk zakończył rok na pozycji wicelidera. 15.04.2015 stracił opaskę kapitańską na rzecz bramkarza Mariusza Pawełka.
1 lipca 2015 roku Marco podpisał 2-letnią umowę z czeskim klubem Sparta Praga.
8 stycznia 2016 roku Marco podpisał umowę z Lechia Gdańsk. Swoją pierwszą bramkę dla Lechii zdobył 15 lipca 2016 roku w Meczu Inaugurującym sezon 2016/17 z Wisłą Płock
W sezonie 2016/17 został królem strzelców Ekstraklasy ex aequo z Marcinem Robakiem. Zdobył 18 bramek.
22 marca 2018 został odsunięty od składu Lechii Gdańsk prowadzonej przez Piotra Stokowca.
27 czerwca 2018 podpisał kontrakt z tureckim klubem Altay SK.

## Statystyki klubowe
| Sezon      | Klub                         | Mecze | Bramki |
| ---------- | ---------------------------- | ----- | ------ |
| 2003/04    | Sesimbra                     | ?     | ?      |
| 2004/05    | Sesimbra                     | ?     | ?      |
| 2005/06    | FC Porto B                   | 9     | 0      |
| 2006/07    | CD Guijuelo                  | 37    | 9      |
| 2007/08    | Logrones CF                  | 38    | 9      |
| 2008/09    | Cultural y Deportiva Leonesa | 37    | 13     |
| 2009/10    | Hamilton Academical FC       | 33    | 5      |
| 2010/11    | Hamilton Academical FC       | 18    | 1      |
| 2011/12 j. | -                            | -     | -      |
| 2011/12 w. | Naft Teheran                 | 16    | 3      |
| 2012/13    | AS Ethnikós Áchnas           | 31    | 15     |
| 2013/14    | Śląsk Wrocław                | 37    | 21     |
| 2014/15    | Śląsk Wrocław                | 20    | 6      |
| 2015/16 j. | Sparta Praga                 | 3     | 0      |
| 2015/16 w. | Lechia Gdańsk                | 3     | 0      |
| 2016/17    | Lechia Gdańsk                | 35    | 18     |
| 2017/18    | Lechia Gdańsk                | 28    | 16     |
| 2018/19    | Altay SK                     | 25    | 21     |

## Sukcesy

### Indywidualne
- Król strzelców Ekstraklasy: 2016/2017 (18 goli)[a]

## Życie prywatne
Jego brat-bliźniak, Flávio Paixão, również został piłkarzem.